# 道の駅

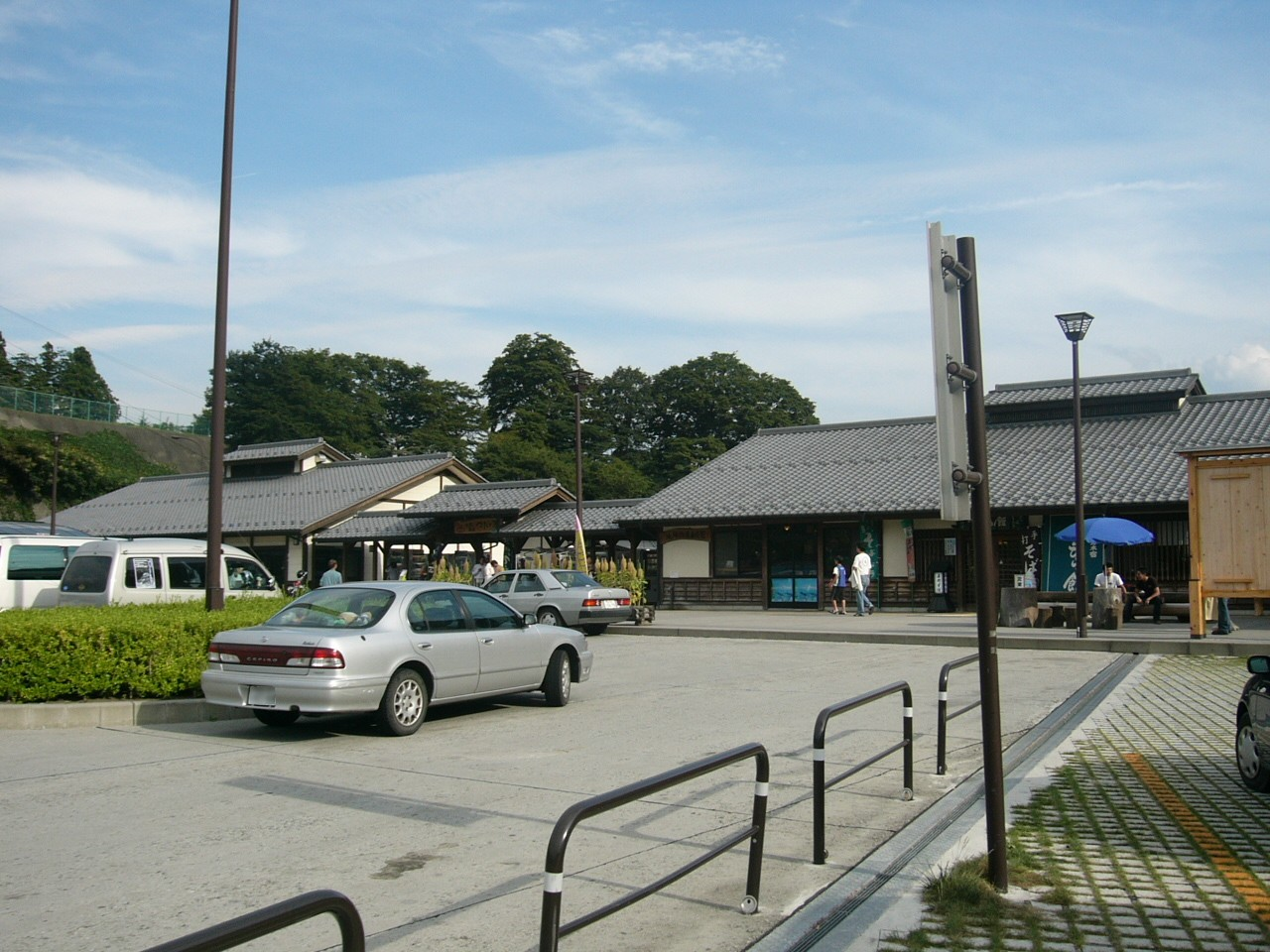
道の駅の一例（道の駅信州蔦木宿）

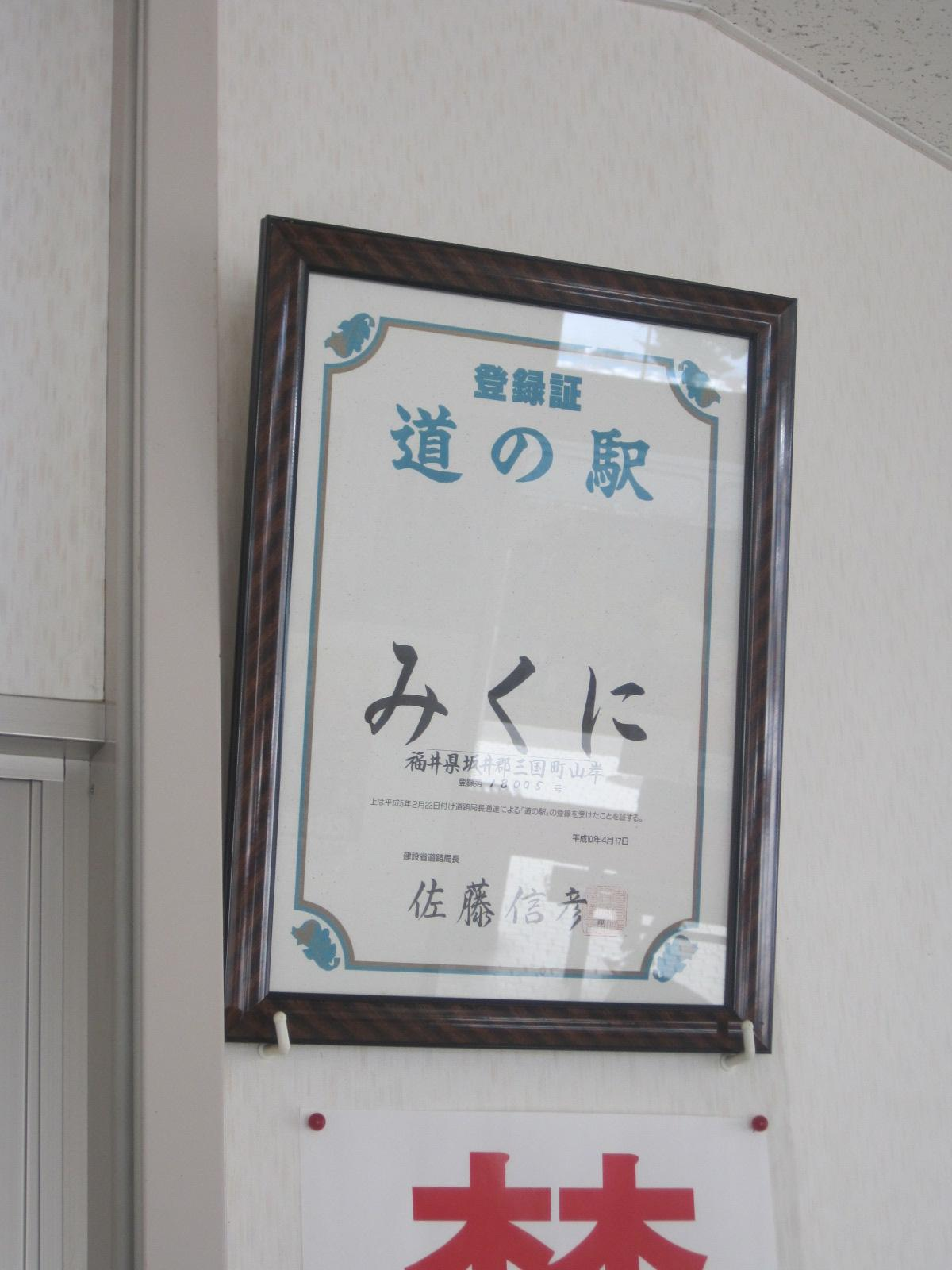
道の駅の登録証の一例（道の駅みくに）

道の駅（みちのえき）は、日本の各地方自治体と道路管理者が連携して設置し国土交通省（制度開始時は建設省）により登録された休憩施設、地域振興施設等が一体となった道路施設 である。1991年（平成3年）に実験的に始まり、1993年（平成5年）に正式登録が開始された（後述）。道路利用者のための「休憩機能」、道路利用者や地域の人々のための「情報発信機能」、道の駅を核としてその地域の町同士が連携する「地域の連携機能」という3つの機能を併せ持ち、2025年（令和7年）6月13日時点の全国登録数は、1,230カ所である。

## 概要

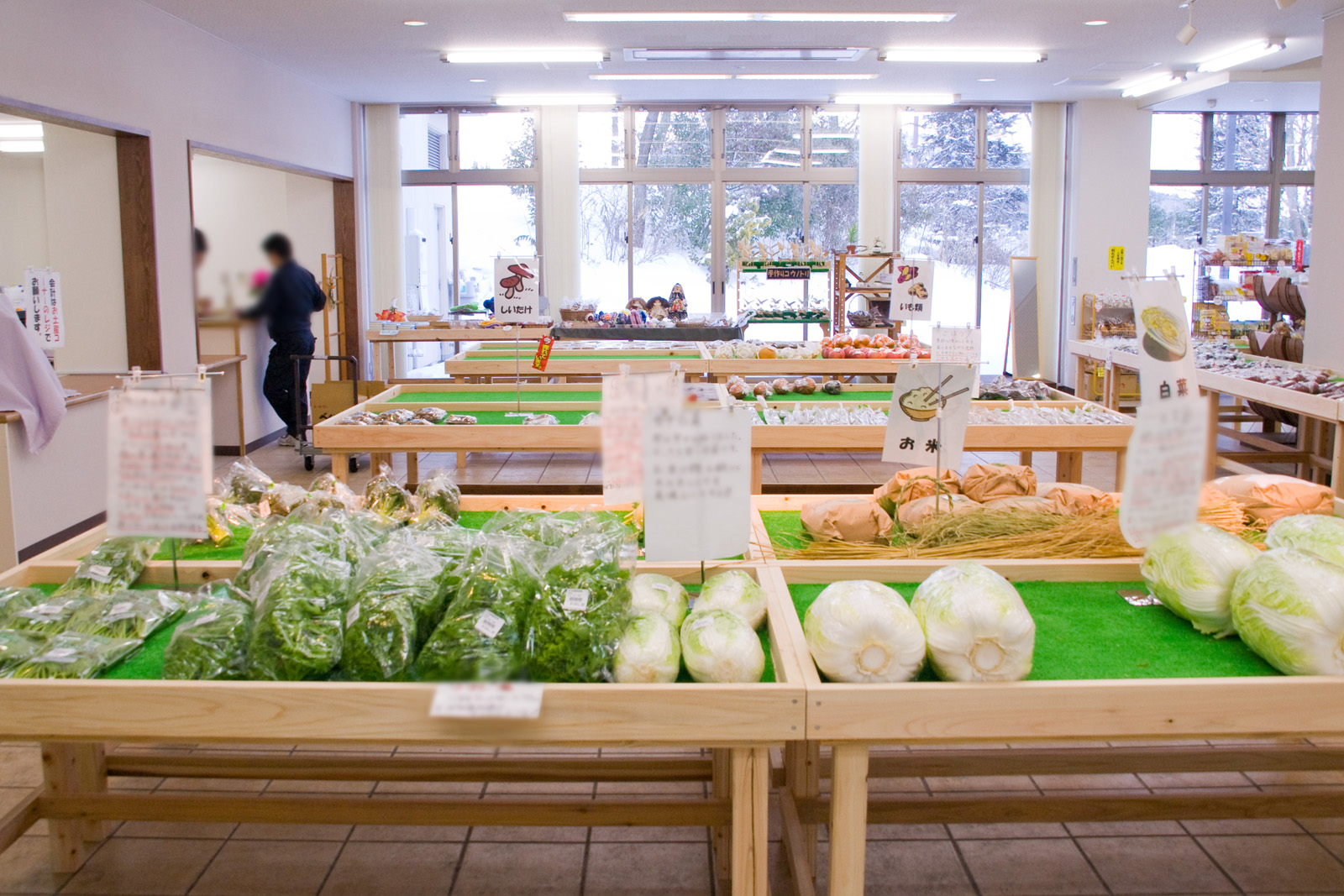
道の駅内において、地元の野菜の直売をしている施設の一例。

高速道路には24時間自由に利用できる休憩所であるサービスエリア（SA）やパーキングエリア（PA）が整備されてきたが、一般道路にはそうした休憩所はほとんどなかった。民間経営によるレストランや売店のほか、駐車場を備えた商業施設であるドライブインが休憩所の役目も担っていたものの、実質的にはそのドライブインで飲食等の利用をする者しか利用できず、24時間自由に利用できるものでもなかった。
「道の駅」の制度が創設された背景には、一般道路にも誰もが24時間自由に利用できる休憩施設が長らく求められていたことがある。道の駅は、施設をドライバーたちのためだけのものではなく、その地域の文化や名所、特産物などを活用したサービスを提供し、道路利用者や地域の人々の情報交流や、地域連携と活力ある地域づくりを促進し、その地域の活性化をはかりたいという双方のニーズが相まったことで誕生した。
道の駅は官民提携のプロジェクトで、省庁の壁を超え、各自治体と国土交通省が連携をとり、計画的に地域振興施設の整備促進と、一般道路の休憩施設整備を併せて行うことが目的となっている。このため、自動車専用道路のSA・PAを「道の駅」として登録する場合は、別途一般道からも連絡・利用できるようにしている。
1991年（平成3年）に実験的に山口県、岐阜県、栃木県へ設けられたのを皮切りに、1993年（平成5年）4月に第一次分として全国103箇所の道の駅が登録された。その後、主に地方の幹線道路（国道や主要地方道）から整備が開始され、道の駅を通じて地域の農産物販売は増加し、情報発信によって観光客が増えるなど、各地で大きな反響を呼んだ。2000年（平成12年）には550カ所を突破してその後も道の駅は増え続け、それまで東京など大都市周辺には道の駅は存在しなかったが、2007年（平成19年）4月、八王子市に東京都初の道の駅（八王子滝山）が開設されたことにより、47都道府県すべてに道の駅が設置された。

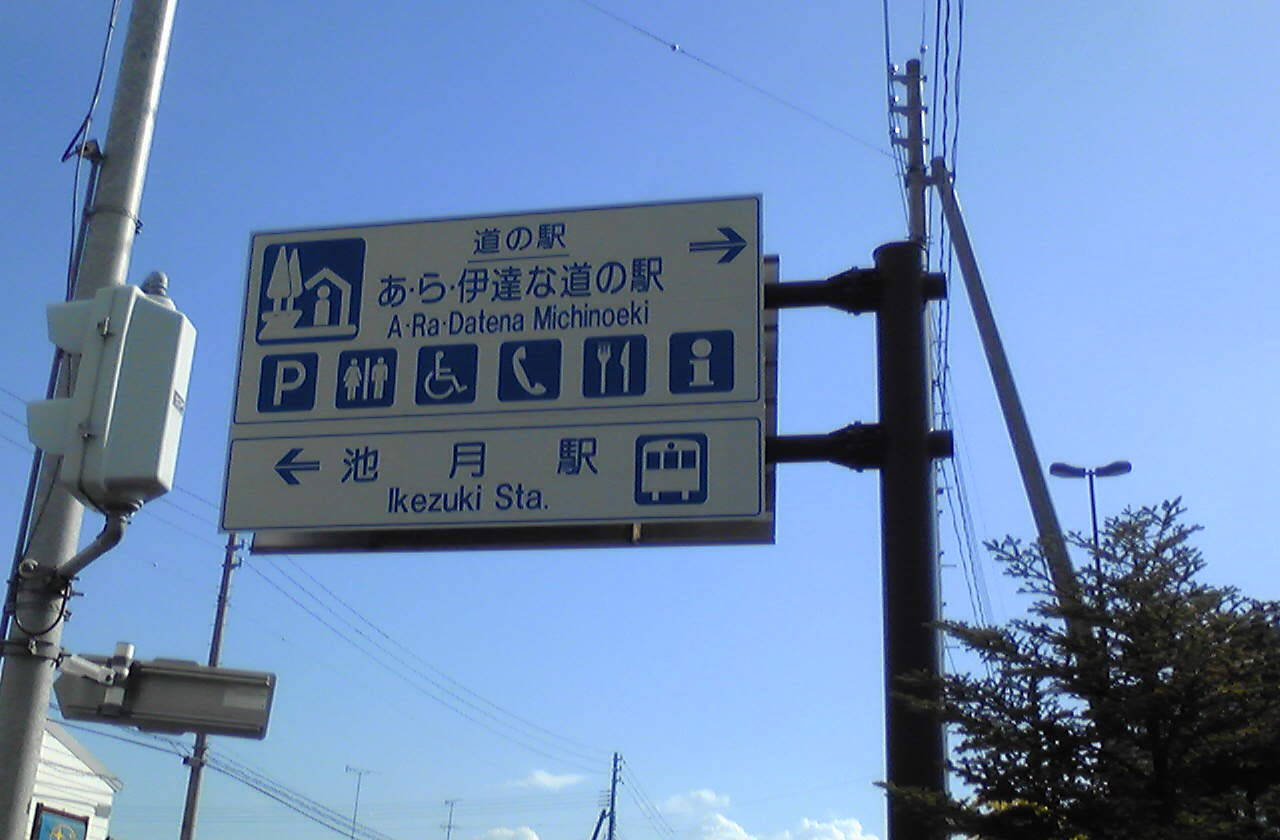
道の駅の案内標識の一例

2014年（平成26年）4月1日には道路標識、区画線及び道路標示に関する命令が改正され、道の駅への案内標識が初めて正式に定められた。
24時間利用可能な休憩施設、地域活性化の発信拠点としてのニーズが求められるため、道の駅の設置者は原則として市町村となっている。設置の条件として、休憩機能、情報発信機能、地域連携機能を有することとされ、これら条件が満たされれば道の駅の登録を申請することができる。
道の駅を整備する方法は、一体型と単独型がある。一体型では、道路管理者（国（地方整備局）や都道府県等）による簡易パーキングエリアの設置計画ととも整備する場合に、道路管理者が休憩機能（駐車場、休憩施設等）と情報提供機能の施設を整備し、道の駅の設置者である市町村等が地域振興機能（物販飲食施設、レクリエーション施設やそのための駐車場等）のための施設を整備する。単独型では、休憩機能、情報提供機能、地域振興機能の施設をすべて、道の駅の設置者である市町村等が整備する。いずれの場合も、実際の運営は設置者である市町村等による直営のほか、公益法人や、指定管理者制度に基づいて選ばれた民間企業が受託する道の駅もある。
道の駅の設置間隔については、高速道路のSA・PAのような明確な基準は設けられていない。おおむね10 km程度の間隔があるように計画されている。なお、間隔が10 km以下となる申請があった場合は、特徴の違いによるすみ分け、交通量の状況、地域の実情などを総合的に判断して決定する。
2012年には、全国「道の駅」連絡会が発足し、2015年には第7回の日本マーケティング大賞を受賞した。近隣の道の駅同士が交流組織をつくり、スタンプラリーなどで連携している地域もある。たとえば福島県では、あいづ道の駅交流会（会津地方）、ふくしま「道の駅」交流会（県全体）があり、東北地方全体でも東北「道の駅」連絡会がある。
また設置が進む中で、道の駅は新潟県中越地震、東日本大震災、熊本地震などの災害支援に一役買い、一時避難場所、緊急車両の中継基地等の役割を果たして、その効果が実証されている。

## 道の駅の「登録」要件と代表的な施設

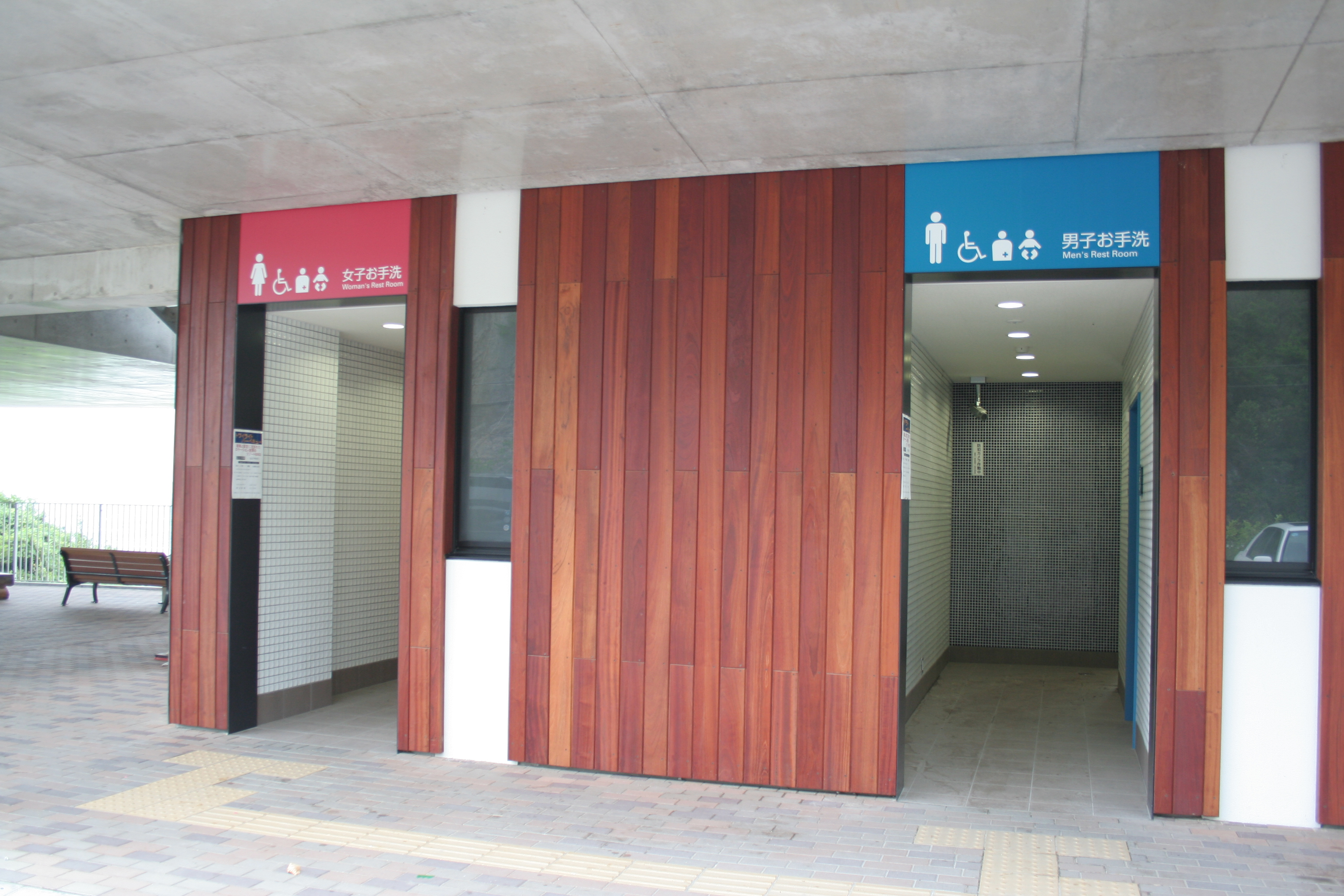
道の駅はトイレが24時間、無料で利用可能。

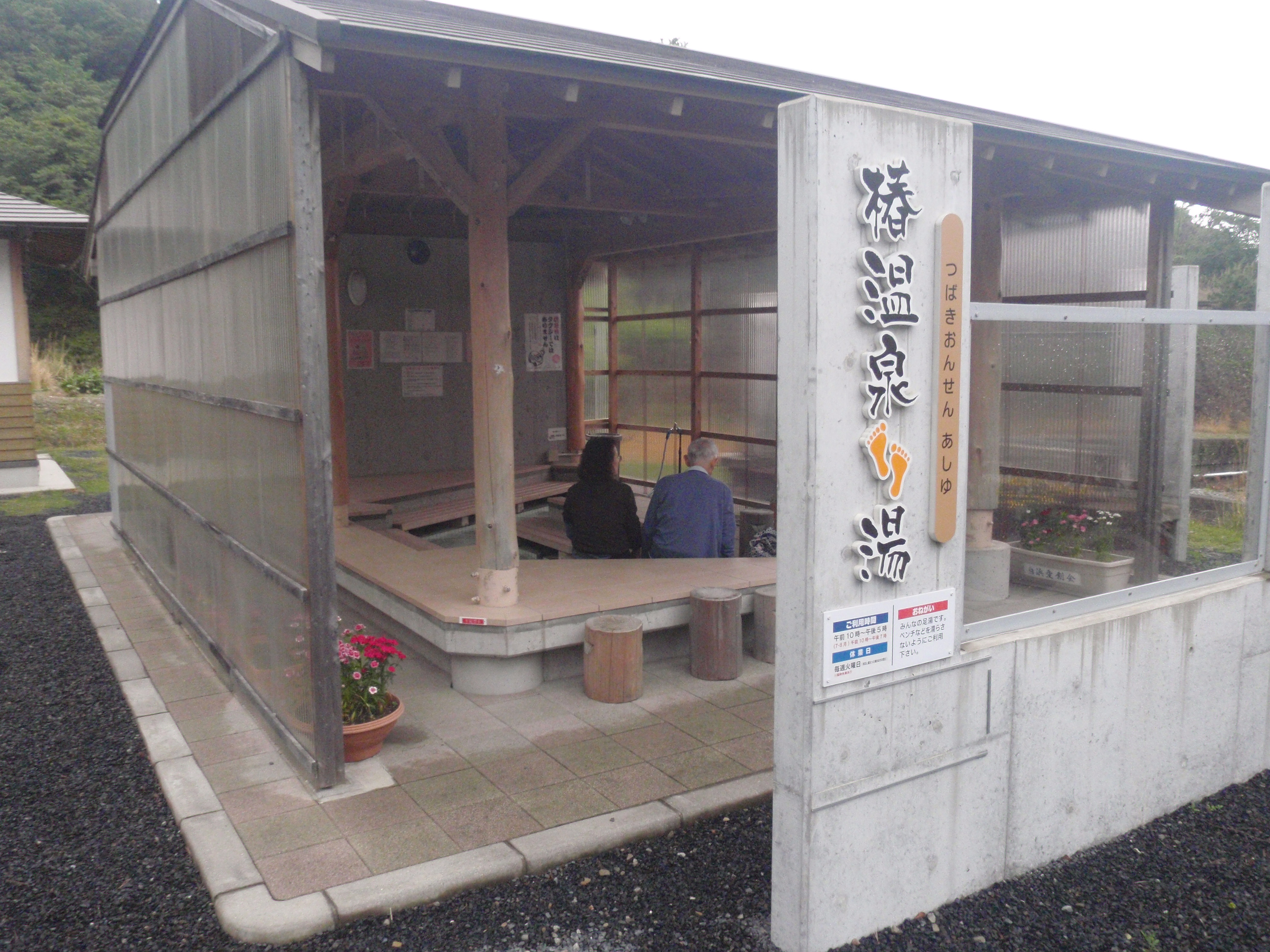
道の駅で足湯を併設している例

道の駅は、以下の項目を満たしていることが登録の要件となっている。
- 設置者が市町村等[注釈 2]
- 道の駅と道の駅との間隔が適切な位置に設置されていること[注釈 4]
- 無料で利用できる十分な容量の駐車場と清潔な便所（トイレ）があり、それらの施設がバリアフリーの経路で結ばれていること。
- 「案内・サービス施設」として、市町村または公的団体が運営する、道路や地域の情報を提供する有人の案内所または案内コーナーを備えること。
- 「子育て応援施設」としてオムツ替え台や授乳スペースなどのベビーコーナーを備えていること[注釈 5]。
- 駐車場・便所・電話・子育て応援施設は24時間利用可能であること。

### すべての施設に共通する特徴、および代表的施設の特色
その地域の自主的工夫のなされた施設が設置され、その地域の文化や名所、特産物などを活用した農産物直売所、売店、レストランなどのサービスが提供されている。これまでに地域の特色を生かした個性ある道の駅が誕生しており、温泉や宿泊施設、公園、博物館を併設したものなど多様である。ハイウェイオアシス、鉄道駅、温泉施設を併設した規模の大きな道の駅もあれば、高速道路のPAのように小規模な道の駅もあり、規模・形態はさまざまである。「日本一小さな道の駅」を自称する道の駅江差（北海道江差町）は、面積13 m2の売店とトイレの建物2棟である。
なお、わずかだが、冬期は積雪などのため閉鎖される道の駅がある。
2004年10月に発生した新潟県中越地震を契機に防災拠点機能が追加されている。主な機能としては、断水時でも使用可能なトイレ、非常食・飲料水の備蓄、停電時の非常用電源の確保等がある。
みなとオアシス、海の駅と重複登録している施設もある。

## 機能
道の駅には道路を利用するドライバーが24時間利用できる「休憩機能」、道路や地域の情報を提供する「情報発信機能」、活力ある地域づくりを行う「地域連携機能」の3つの機能が基本になっている。特にその機能は単なる休憩機能をもった施設から、交流施設や防災施設を兼ね備えた施設に機能の拡充が図られている。

### 重点「道の駅」
道の駅が地域活性化のための「小さな拠点」となることをめざして機能強化を図るため、先駆的な道の駅を選定して国土交通省が支援する制度で、既存施設の改修と新設の双方を対象とする。2015年1月に全国で90カ所が指定された。その後、特定テーマ型モデル道の駅として、平成28年度に「住民サービス部門」6か所(Category:道の駅 モデル 住民サービス部門)、平成29年度に「地域交通拠点部門」7か所(Category:道の駅 モデル 地域交通拠点部門)が認定されている。また重点道の駅は平成27年38駅、平成30年15駅、令和元年15駅に重点候補は平成30年14駅、令和元年15駅認定されている。また、いくつかの重点候補は後に重点道の駅に指定されている。
- 全国モデル「道の駅」 6か所（Category:道の駅 全国モデル参照）
- 重点「道の駅」 35か所（Category:道の駅 重点参照）
- 重点「道の駅」候補 49か所（Category:道の駅 重点候補参照）

### 防災機能
道の駅は、東日本大震災をはじめとする広域災害の対応拠点として大きく役立ってきた。これを受けて、道の駅第3ステージでは防災機能の充実がその目的の一つとして掲げられ、制度の整備が進められている。
2021年6月11日、国土交通省は36道県39箇所を災害時の都道府県の防災計画と連携した広域防災拠点として、建物の耐震化や無停電化のための非常用電源の設置、衛星電話設備の整備を行う防災道の駅に選定した。当時、事業中で未登録だったものも含む全国の道の駅から39か所指定された。更に2025年に事業中のものも含め40箇所追加指定され79箇所となった。

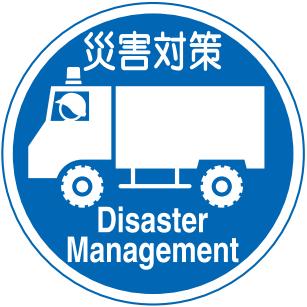
広域災害応急対策車両専用

これらを含めた市町村の防災計画と連携した一体型の道の駅の駐車場や高速道路のサービスエリア・パーキングエリアの駐車場500か所を道路法に云う防災拠点自動車駐車場に指定した。災害発生時には対策に必要な指定された施設の入り口に広域災害応急対策車両専用(325の7)の標識が設置される。なお、単独型の道の駅の場合は施設管理者により一般車の利用を制限することができるため指定されない。

## 制度の沿革

### 発祥

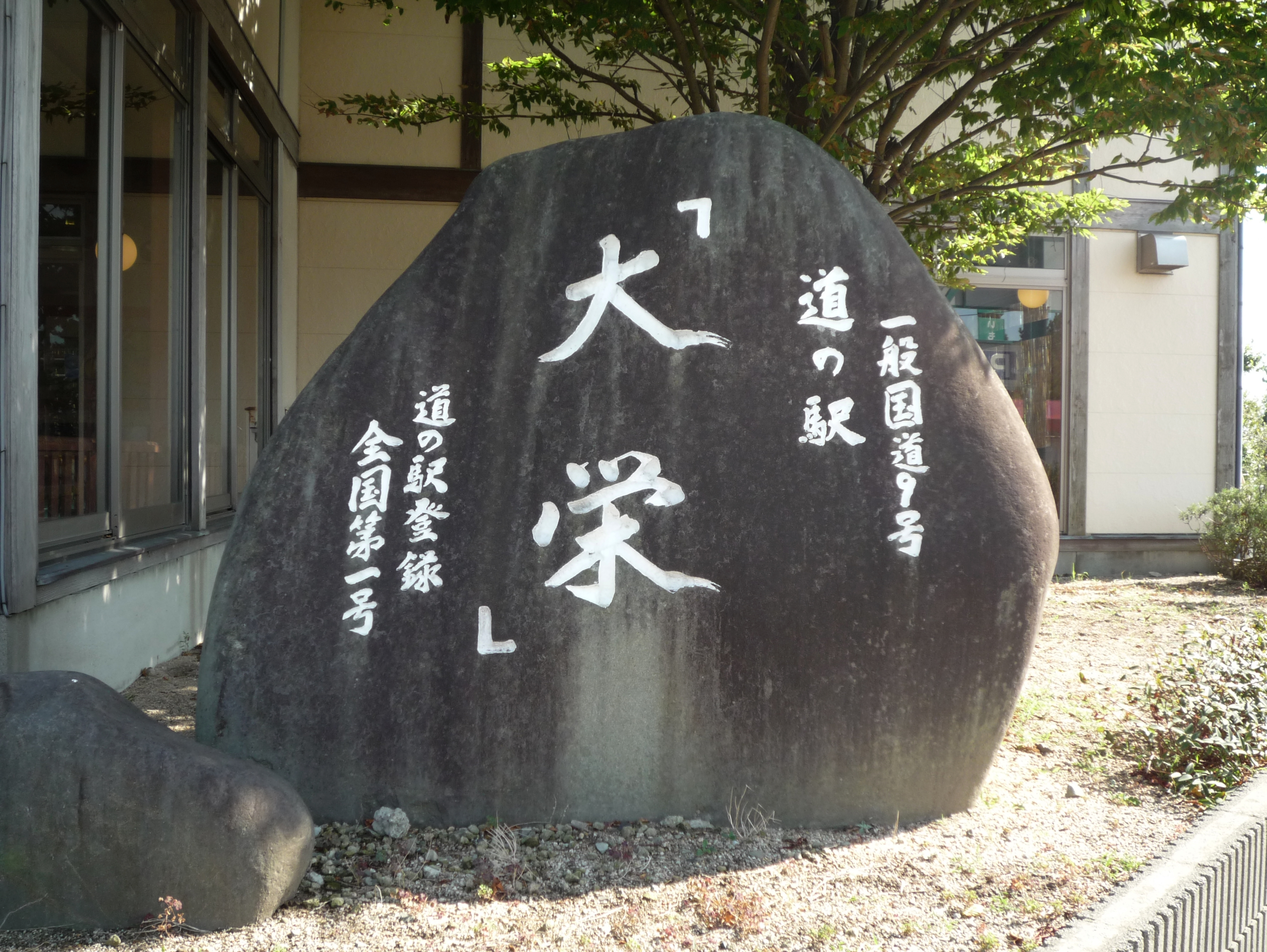
103カ所ある「第一号」石碑の一つ（道の駅大栄）

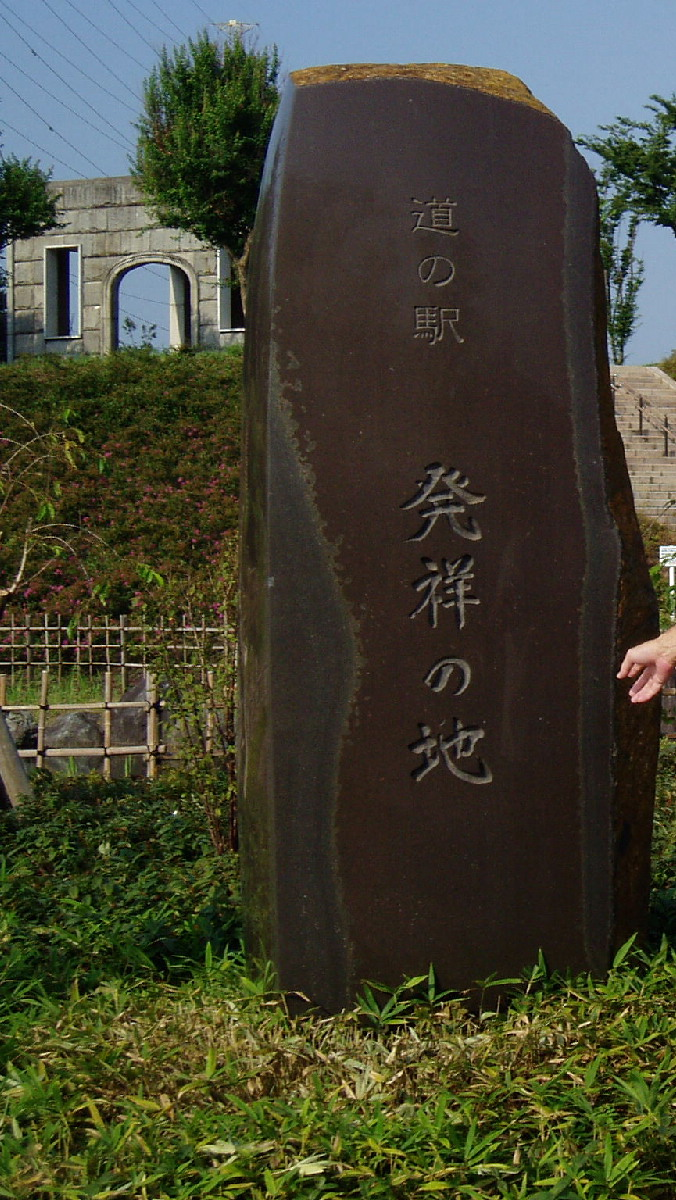
道の駅豊栄にある石碑

現在の「道の駅」の制度のうえでは、1993年（平成5年）4月22日に正式登録された全国103カ所の施設が「第1号」である。
道の駅の設置構想は、1990年1月に広島市で行われた「中国地域づくり交流会」のシンポジウムにおいて、「鉄道に駅があるように道路に駅があってもいいではないか」という提案から始まったもので、同年6月に行われた同交流会の宮島フォーラムをきっかけに、本格的に議論が始まった。このシンポジウムで、道の駅につながる発言を最初にしたのは船方総合農場グループ代表の坂本多旦で、地元の山口県から広島県に向かう道中で鉄道駅のトイレに寄らざるを得なかった体験から、道路にもトイレを備えた駅があってもよいのではないかと問題提起し、会場からは「野菜や干物も販売してはどうか」と賛同する意見が相次いだ。さらに、シンポジウムに出席していた田中栄治（地域交流センター創設者）が、建設省（現：国土交通省）道路局企画課道路防災対策室長だった大石久和に伝え、国の政策として検討・準備が進んだ。
1991年10月から翌年7月にかけて山口県、岐阜県、栃木県の計12か所で「道の駅」の社会実験が行われた。これらの施設は実験段階から既に「道の駅」の看板を掲げていた。
「道の駅」の社会実験は、実施地域の市町村、観光協会、商工団体、まちづくり団体および国土交通省（当時は建設省）国道工事事務所などが連携して行い、道路の散乱ごみ問題について調査研究を行っていた社団法人食品容器環境美化協会（現在の 公益社団法人食品容器環境美化協会）が、環境美化調査の一環として、その成果を実施報告書としてまとめた。この一連の社会実験の事務局は、地域活性化コンサルタントであり、社会活動団体でもある「地域交流センター（現在は、NPO法人地域交流センター、株式会社ダイナックス都市環境研究所、グリーンノートレーベル株式会社 に分社している）」が担当した。
| 都道府県名       | 市町村名                 | 駅名                                                              | 面積     |
| ---------------- | ------------------------ | ----------------------------------------------------------------- | -------- |
| 山口県 （2か所） | 阿武町                   | 沢松海岸（現・道の駅阿武町）                                      | 3,000 m2 |
| 山口県 （2か所） | 田万川町（現・萩市）     | 市味地区                                                          | 1,600 m2 |
| 岐阜県 （7か所） | 古川町（現・飛騨市）     | グローブル株式会社用地                                            | 1,000 m2 |
| 岐阜県 （7か所） | 国府町（現・高山市）     | 広瀬町諏訪ノ前農協用地                                            | 2,717 m2 |
| 岐阜県 （7か所） | 丹生川村（現・高山市）   | 国道158号・緑化センター（役場裏・農協スタンド）                   | 2,200 m2 |
| 岐阜県 （7か所） | 久々野町（現・高山市）   | 女男滝公園（道の駅飛騨街道なぎさから国道41号を約2km南下した付近） | 6,000 m2 |
| 岐阜県 （7か所） | 下呂町（現・下呂市）     | 下呂トンネル南交差点・黒木医院前                                  | 2,117 m2 |
| 岐阜県 （7か所） | 加子母村（現・中津川市） | ゆうらく館（現・道の駅加子母）                                    | 1,200 m2 |
| 岐阜県 （7か所） | 付知町（現・中津川市）   | 花街道センター（現・道の駅花街道付知）                            | 6,000 m2 |
| 栃木県 （3か所） | 河内町（現・宇都宮市）   | 下岡本                                                            | 1,000 m2 |
| 栃木県 （3か所） | 上三川町                 | 日産自動車前（拡幅予定地）                                        | 2,950 m2 |
| 栃木県 （3か所） | 南河内町（現・下野市）   | 薬師寺南交差点（道の駅しもつけから国道４号を約100ｍ南下した付近） | 2,000 m2 |

一連の社会実験の成果をまとめた後、1992年5月20日、建設省（当時、現・国土交通省）道路局の主催により「道の駅懇談会」が行われた。同会では、道路における休憩施設の現状を踏まえ、社会実験の成果の確認と「道の駅」の考え方について、有識者を交えた議論がされた。そして翌年の1月に制度化の原案がまとめられ、同年4月に正式に「道の駅」制度が誕生した。
「道の駅」の社会実験段階から用地に含まれ、実際に道の駅となった場所として山口県阿武町の「道の駅阿武町」と岐阜県中津川市の「道の駅花街道付知」の2か所があり、道の駅阿武町には「道の駅発祥の地」の石碑が建っている。このほか、「道の駅」実験以前の施設でもその発祥とされるものがある。
豊栄発祥説
1988年11月に、新潟県豊栄市（現・新潟市北区）の国道7号新新バイパスにパーキングエリア機能を持つ「豊栄道路情報ターミナル（現・道の駅豊栄）」が建設省によって設置された。現在では道の駅発祥の地という石碑が建立されていることもあり、ここを発祥とする説がある。
掛合の里発祥説
島根県掛合町（現：雲南市）で建設省が1990年3月、タイヤチェーン脱着場に休憩施設を併設し、社会実験を行ったのちに掛合町のふるさと創生事業の一環でドライブイン「掛合の里」を設置したものが、道の駅掛合の里へ発展した。
なお、「道の駅」という名称は、地域振興論が専門の熊本大学名誉教授の徳野貞雄が農業・農村活性化の事業名に用い、建設省が転用した。

### 「道の駅」と「道の駅制度」
国民に広く知られている「道の駅」は、あくまでも国土交通省が管轄する国の制度である。その発想は元々、社会実験以前にも各地で議論され、地域の創意工夫により実際に整備された例もある。1990年1月に広島市で行われた「中国・地域づくり交流会」で提案された当時は「道路の駅」という言い方であり、その後の議論のなかで「道の駅」という名称に変わった。
2004年1月に岐阜県で行われた「飛騨の道の駅 10周年記念フォーラム」の基調講演で、大石久和国土交通省技監（当時）は、「日本は馬車時代を経ずに自動車時代を迎え、交通と公害対策に追われたため、地域をむすぶネットワークや多様なコミュニティ機能を道路行政に回復させたい思いがあった」と述べ、道路行政の現状課題を踏まえて地域連携や地域間ネットワークの拠点づくりに貢献したい狙いで、制度化を議論したことがわかる。

### 年表
- 2014年度（平成26年度） - 全国モデル「道の駅」6駅を選定[24]。重点「道の駅」35駅を選定[24]。
- 2015年度（平成27年度） - 重点「道の駅」38駅を追加[24]。
- 2018年度（平成30年度） - 重点「道の駅」15駅を追加[24]。

## 道の駅の管理
道の駅の管理は、国土交通省の8つの地方整備局、およびそれに相当する国土交通省北海道開発局と内閣府沖縄総合事務局が行う。
また各道の駅には都道府県ごとに登録番号が付与されている。登録番号はISO 3166-2:JPでの都道府県番号2桁に、その都道府県内における道の駅登録順に付与された3桁の番号を合わせた数字5桁で表されるが、都道府県番号の代わりに都道府県名で代用したり、その頭文字である漢字1文字で代用したりすることもある。
- 例：道の駅あさひかわ - 「01066」。「01」が北海道の都道府県番号、「066」は北海道で66番目に登録された道の駅を意味する。

地方整備局などの管轄区域については当該地方整備局の項を、各道の駅の登録番号についてはそれぞれの道の駅の項を参照。

## 登録設置状況
1993年4月22日に旧建設省と地方自治体の協力で全国で103箇所が登録されたのを皮切りに、以後その登録数は伸び続けている。2013年3月27日の9箇所の登録で、登録数は1,000箇所を超えた。
登録抹消となった事例は道の駅茶処 和束（京都府、2004年登録抹消）、道の駅山崎（兵庫県、2013年登録抹消）、道の駅足寄湖（北海道、2022年登録抹消）、道の駅フォーレスト276大滝（北海道、2022年登録抹消）、道の駅南房パラダイス（千葉県、2025年登録抹消）と道の駅飛騨古川いぶし（岐阜県、2025年登録抹消）の6箇所である。
| 登録回 | 登録日         | 登録数 | 累計 |
| ------ | -------------- | ------ | ---- |
| 第1回  | 1993年4月22日  | 103    | 103  |
| 第2回  | 1993年8月10日  | 1      | 104  |
| 第3回  | 1993年11月24日 | 11     | 115  |
| 第4回  | 1994年3月31日  | 7      | 122  |
| 第5回  | 1994年4月26日  | 33     | 155  |
| 第6回  | 1994年8月4日   | 20     | 175  |
| 第7回  | 1995年1月30日  | 6      | 181  |
| 第8回  | 1995年4月11日  | 34     | 215  |
| 第9回  | 1995年8月3日   | 18     | 233  |
| 第10回 | 1996年4月16日  | 52     | 285  |
| 第11回 | 1996年8月5日   | 28     | 313  |
| 第12回 | 1997年4月11日  | 53     | 366  |
| 第13回 | 1997年10月22日 | 24     | 390  |
| 第14回 | 1998年4月17日  | 80     | 470  |
| 第15回 | 1999年8月27日  | 81     | 551  |
| 第16回 | 2000年8月18日  | 59     | 610  |
| 第17回 | 2001年8月21日  | 39     | 649  |
| 第18回 | 2002年8月13日  | 52     | 701  |
| 第19回 | 2003年8月8日   | 42     | 743  |
| 抹消   | 2004年3月31日  | -1     | 742  |
| 第20回 | 2004年8月9日   | 43     | 785  |

| 登録回 | 登録日         | 登録数 | 累計  |
| ------ | -------------- | ------ | ----- |
| 第21回 | 2005年8月10日  | 45     | 830   |
| 第22回 | 2006年8月10日  | 15     | 845   |
| 第23回 | 2007年3月1日   | 13     | 858   |
| 第24回 | 2007年8月10日  | 10     | 868   |
| 第25回 | 2008年4月4日   | 2      | 870   |
| 第26回 | 2008年4月17日  | 4      | 874   |
| 第27回 | 2008年5月19日  | 6      | 880   |
| 第28回 | 2008年8月8日   | 5      | 885   |
| 第29回 | 2008年12月10日 | 2      | 887   |
| 第30回 | 2009年3月12日  | 13     | 900   |
| 第31回 | 2009年6月12日  | 2      | 902   |
| 第32回 | 2009年7月31日  | 15     | 917   |
| 第33回 | 2010年3月1日   | 19     | 936   |
| 第34回 | 2010年8月9日   | 16     | 952   |
| 第35回 | 2011年3月3日   | 18     | 970   |
| 第36回 | 2011年8月25日  | 7      | 977   |
| 第37回 | 2012年3月26日  | 10     | 987   |
| 第38回 | 2012年9月14日  | 9      | 996   |
| 第39回 | 2013年3月27日  | 9      | 1,005 |
| 抹消   | 2013年3月31日  | -1     | 1,004 |
| 第40回 | 2013年10月11日 | 10     | 1,014 |

| 登録回 | 登録日         | 登録数 | 累計  |
| ------ | -------------- | ------ | ----- |
| 第41回 | 2014年4月4日   | 16     | 1,030 |
| 第42回 | 2014年10月10日 | 10     | 1,040 |
| 第43回 | 2015年4月15日  | 19     | 1,059 |
| 第44回 | 2015年11月5日  | 20     | 1,079 |
| 第45回 | 2016年5月10日  | 14     | 1,093 |
| 第46回 | 2016年10月7日  | 14     | 1,107 |
| 第47回 | 2017年4月21日  | 10     | 1,117 |
| 第48回 | 2017年11月17日 | 17     | 1,134 |
| 第49回 | 2018年4月25日  | 11     | 1,145 |
| 第50回 | 2019年3月19日  | 9      | 1,154 |
| 第51回 | 2019年6月19日  | 6      | 1,160 |
| 第52回 | 2020年3月13日  | 13     | 1,173 |
| 第53回 | 2020年7月1日   | 7      | 1,180 |
| 第54回 | 2021年3月30日  | 7      | 1,187 |
| 第55回 | 2021年6月11日  | 6      | 1,193 |
| 抹消   | 2022年1月31日  | -2     | 1,191 |
| 第56回 | 2022年2月9日   | 3      | 1,194 |
| 第57回 | 2022年8月5日   | 4      | 1,198 |
| 第58回 | 2023年2月28日  | 6      | 1,204 |
| 第59回 | 2023年8月4日   | 5      | 1,209 |
| 第60回 | 2024年2月16日  | 4      | 1,213 |

| 登録回 | 登録日        | 登録数 | 累計  |
| ------ | ------------- | ------ | ----- |
| 第61回 | 2024年8月7日  | 8      | 1,221 |
| 第62回 | 2025年1月31日 | 9      | 1,230 |
| 第63回 | 2025年6月13日 | 2      | 1,232 |
| 抹消   | 2025年6月13日 | -2     | 1,230 |

道の駅が複数設置されている市町村も多数ある。最多は千葉県南房総市、岐阜県高山市、岐阜県郡上市の各8箇所、和歌山県田辺市と山口県萩市にも7箇所ずつある。ほとんどは、もともとは別市町村に位置していたのが市町村合併によって同じ市内になったものである。

## 道の駅の一覧
五十音順および地域別の一覧は道の駅一覧の項を参照。

### 設置運営形態別分類

#### ハイウェイオアシス併設
ハイウェイオアシスと併設・連絡することで高速道路の利用者も施設の利用が可能になっている。
- みぶ - 北関東自動車道 壬生PA（栃木県下都賀郡壬生町）
- ららん藤岡 - 上信越自動車道藤岡PA上り線（群馬県藤岡市）
- 富楽里とみやま - 富津館山道路 ハイウェイオアシス富楽里（千葉県南房総市、富山PAが未整備のためハイウェイオアシスのみ）
- あらい - 上信越自動車道 新井PA（新潟県妙高市）
- 富士川 - 中部横断自動車道 増穂PA下り線（山梨県南巨摩郡富士川町、疑似ハイウェイオアシス）
- オアシスおぶせ - 上信越自動車道 小布施PA（長野県上高井郡小布施町）
- みのかも - 東海環状自動車道 美濃加茂SA（岐阜県美濃加茂市）
- 富士川楽座 - 東名高速道路 富士川SA上り線（静岡県富士市）
- 清流茶屋 かわはら - 鳥取自動車道 河原PA下り線（鳥取県鳥取市）
- 大山恵みの里 - 山陰自動車道 名和PA（鳥取県西伯郡大山町）
- 小松オアシス - 松山自動車道 石鎚山SA（愛媛県西条市）

#### SA・PA運営
高速道路/高規格道路のサービスエリア（SA）・パーキングエリア（PA）として運営。
- しらたき - 旭川紋別自動車道 白滝PA（北海道紋別郡遠軽町）
- みぶ - 北関東自動車道 壬生PA（栃木県下都賀郡壬生町）
- 豊栄 - 国道7号新新バイパス （新潟県新潟市北区）
- 高松 - のと里山海道 高松SA（石川県かほく市）
- にしお岡ノ山 - 国道23号岡崎バイパス（上り線のみ、愛知県西尾市）
- 筆柿の里・幸田 - 国道23号岡崎バイパス（下り線のみ、愛知県額田郡幸田町）
- いが - 名阪国道 伊賀SA（下り線のみ、三重県伊賀市）
- 京丹波 味夢の里 - 京都縦貫自動車道 京丹波PA（京都府船井郡京丹波町）
- 但馬のまほろば - 北近畿豊岡自動車道 山東PA（兵庫県朝来市）
- フレッシュあさご - 播但連絡道路 朝来SA（兵庫県朝来市）
- かつらぎ西 - 京奈和自動車道（和歌山県伊都郡かつらぎ町）
- くちくまの - 阪和自動車道（南紀田辺・大阪方面のみ、和歌山県西牟婁郡上富田町）
- はわい - 山陰自動車道 はわいSA（鳥取県東伯郡湯梨浜町）
- 琴の浦 - 山陰自動車道琴浦 PA（鳥取県東伯郡琴浦町）
- ゆうひパーク浜田 - 山陰自動車道（島根県浜田市）
- 萩・さんさん三見 - 山陰自動車道 明石PA（山口県萩市）

#### 無料区間IC外に隣接
無料区間の高速道路/高規格道路のインターチェンジ（IC）に隣接して設置することで、SA/PAの役割も同時に果たす。
- 遠軽 森のオホーツク - 旭川紋別自動車道 遠軽IC（北海道）
- さんりく - 三陸沿岸道路 三陸IC（岩手県）
- 尾花沢 - 尾花沢新庄道路 尾花沢北IC（山形県）
- 米沢 - 東北中央自動車道 米沢中央IC（山形県）
- 大谷海岸 - 三陸沿岸道路 大谷海岸IC（宮城県） ※2011年までJR東日本気仙沼線大谷海岸駅と併設されていたが、東日本大震災で被災した鉄道がBRTに移行されたことと三陸沿岸道路の開通により、この類型に変更。
- 三滝堂 - 三陸沿岸道路 三滝堂IC（宮城県）
- 伊達の郷りょうぜん - 相馬福島道路 霊山IC（福島県）
- ふくしま - 東北中央自動車道 福島大笹生IC (福島県)
- ひらた - あぶくま高原道路 平田IC（福島県）
- なんぶ - 中部横断自動車道 南部IC（山梨県）
- ヘルシーテラス佐久南 - 中部横断自動車道 佐久南IC（長野県）
- 万葉の里 高岡 - 能越自動車道 高岡IC（富山県）
- ななもり清見 - 中部縦貫自動車道 高山西IC（岐阜県）
- 越前おおの荒島の郷 - 中部縦貫自動車道 荒島IC（福井県）
- 妹子の郷 - 湖西道路 和迩IC（滋賀県）
- あおがき - 北近畿豊岡自動車道 青垣IC（兵庫県）
- ようか但馬蔵 - 北近畿豊岡自動車道 八鹿氷ノ山IC（兵庫県）
- 針T・R・S - 名阪国道 針IC（奈良県）
- 清流茶屋 かわはら - 鳥取自動車道 河原IC（鳥取県）
- 大山恵みの里 - 山陰自動車道 名和IC（鳥取県）
- たたらば壱番地 - 松江自動車道 雲南吉田IC（島根県）
- あわくらんど - 鳥取自動車道 西粟倉IC（岡山県）
- たかの - 松江自動車道 高野IC（広島県）
- 世羅 - 尾道自動車道 世羅IC（広島県）
- どんぶり館 - 松山自動車道 西予宇和IC（愛媛県）
- みま - 松山自動車道 三間IC（愛媛県）
- 津島やすらぎの里 - 宇和島道路 津島高田IC（愛媛県）
- かわうその里すさき - 高知自動車道 須崎西IC（高知県）
- あぐり窪川 - 高知自動車道 四万十町中央IC（高知県）
- させぼっくす 99 - 西九州自動車道 相浦中里IC（長崎県）
- たのうら - 南九州自動車道 田浦IC（熊本県）
- 芦北でこぽん - 南九州自動車道 芦北IC（熊本県）
- 北川はゆま - 東九州自動車道（延岡道路） 北川IC（宮崎県）
- きたごう - 東九州自動車道 日南北郷IC（宮崎県）
- 北方よっちみろ屋 - 九州中央自動車道（北方延岡道路） 蔵田交差点（宮崎県）
- 通潤橋 - 九州中央自動車道 山都通潤橋IC（熊本県）
- 野方あらさの - 東九州自動車道 野方IC（鹿児島県）

など

#### 高速道路一時退出実験の対象施設
ETC2.0機器を搭載した車が、高速道路の特定のICから出て、対象の道の駅に立ち寄って専用ゲートを通過し、一定時間以内に再度同じICから同じ方向 の高速道路へ乗る場合、ICから降りなかった場合と同じ料金になるよう調整される実証実験事業の制度。SA/PAの代替。
- おりつめ - 八戸自動車道 九戸IC（岩手県）
- 村田 - 東北自動車道 村田IC（宮城県）
- 猪苗代 - 磐越自動車道 猪苗代磐梯高原IC（福島県）
- ふくしま - 東北中央自動車道 福島大笹生IC（福島県）[43]
- 常総 - 首都圏中央連絡自動車道（圏央道） 常総IC（茨城県）[44]
- ごか - 首都圏中央連絡自動車道（圏央道） 五霞IC（茨城県）
- 玉村宿 - 関越自動車道 高崎玉村SIC（群馬県）
- べに花の郷おけがわ - 首都圏中央連絡自動車道（圏央道） 桶川北本IC（埼玉県）[45]
- 木更津 うまくたの里 - 首都圏中央連絡自動車道（圏央道） 木更津東IC（千葉県）
- 保田小学校 - 富津館山道路 鋸南保田IC（千葉県）
- しらね - 中部横断自動車道 白根IC（山梨県）
- 親不知ピアパーク - 北陸自動車道 親不知IC（新潟県）
- もっくる新城 - 新東名高速道路 新城IC（愛知県）
- 若狭おばま - 舞鶴若狭自動車道 小浜IC（福井県）
- アグリの郷栗東 - 名神高速道路 栗東IC（滋賀県）
- 丹波おばあちゃんの里 - 舞鶴若狭自動車道 春日IC（兵庫県）
- 奥大山 - 米子自動車道 江府IC（鳥取県）
- 舞ロードIC千代田 - 中国自動車道 千代田IC（広島県）
- 来夢とごうち - 中国自動車道 戸河内IC（広島県）
- むいかいち温泉 - 中国自動車道 六日市IC（島根県）
- ソレーネ周南 - 山陽自動車道 徳山西IC（山口県）
- 霧の森 - 高知自動車道 新宮IC（愛媛県）
- みまの里 - 徳島自動車道 美馬IC（徳島県）
- いたの - 高松自動車道 板野IC（徳島県）[46]
- 人吉 - 九州自動車道 人吉球磨SIC（熊本県）
- 彼杵の荘 - 長崎自動車道 東そのぎIC（長崎県）
- えびの - 九州自動車道 えびのIC（宮崎県）
- 都城NiQLL - 宮崎自動車道 都城IC（宮崎県）[47]

以上の28施設に加え、以下の1施設が追加予定。
- ながおか花火館 - 関越自動車道 長岡IC（新潟県）

#### 鉄道駅舎併設
- はなやか（葉菜野花）小清水 - JR北海道釧網本線浜小清水駅（北海道）
- わっかない - JR北海道宗谷本線稚内駅（北海道）
- 青の国ふだい - 三陸鉄道リアス線普代駅（岩手県）
- のだ - 三陸鉄道リアス線陸中野田駅（岩手県）
- 湯西川 - 野岩鉄道会津鬼怒川線湯西川温泉駅（栃木県）
- 笹川流れ - JR東日本羽越本線桑川駅（新潟県）
- まつだいふるさと会館 - 北越急行ほくほく線まつだい駅（新潟県）
- あなみず - のと鉄道七尾線穴水駅（石川県）
- 織部の里もとす - 樽見鉄道樽見線織部駅（岐阜県）
- 九頭竜 - JR西日本越美北線九頭竜湖駅（福井県）
- なち - JR西日本紀勢本線那智駅（和歌山県）
- 田野駅屋 - 土佐くろしお鉄道阿佐線（ごめん・なはり線）田野駅（高知県）
- 歓遊舎ひこさん - JR九州日田彦山線歓遊舎ひこさん駅（休止中）（福岡県）

オーロラタウン93りくべつも北海道ちほく高原鉄道ふるさと銀河線陸別駅と併設されていたが、鉄道が2006年に廃止された。現在は鉄道保存展示施設ふるさと銀河線りくべつ鉄道として活用されている。

#### 鉄道駅前設置
駅舎と併設しているものを除く。
- おといねっぷ - JR北海道宗谷本線音威子府駅（北海道）
- 夕張メロード - JR北海道石勝線新夕張駅（北海道）
- みそぎの郷 きこない - JR北海道北海道新幹線・道南いさりび鉄道木古内駅
- しちのへ - JR東日本東北新幹線七戸十和田駅（青森県、全国で初の新幹線駅前にある道の駅となった[48]）
- いまべつ - JR東日本津軽線津軽二股駅・JR北海道北海道新幹線奥津軽いまべつ駅（青森県。「みそぎの郷 きこない」とともに、全国で2番目の新幹線駅前にある道の駅[要出典]）
- いかりがせき - JR東日本奥羽本線碇ケ関駅（青森県）
- 浅虫温泉 - 青い森鉄道青い森鉄道線浅虫温泉駅（青森県）
- おおうち - JR東日本羽越本線羽後岩谷駅（秋田県）
- おが - JR東日本男鹿線男鹿駅（秋田県）
- 区界高原 - JR東日本山田線区界駅（岩手県）
- おながわ - JR東日本石巻線女川駅（宮城県）
- 果樹公園 あしがくぼ - 西武鉄道西武秩父線芦ヶ久保駅（埼玉県）
- 奥大井音戯の郷 - 大井川鐵道（大井川本線・井川線）千頭駅（静岡県）
- 藤川宿 - 名古屋鉄道名古屋本線藤川駅（愛知県）
- 関宿 - JR西日本関西本線関駅（三重県）
- 越前たけふ - JR西日本北陸新幹線越前たけふ駅（福井県。全国で5番目の新幹線駅前にある道の駅）
- 若狭美浜はまびより - JR西日本小浜線美浜駅（福井県）
- あまるべ - JR西日本山陰本線餘部駅（兵庫県）
- 飛鳥 - 近畿日本鉄道吉野線飛鳥駅（奈良県）
- 若桜 - 若桜鉄道若桜線若桜駅（鳥取県）
- おふく - JR西日本美祢線於福駅（山口県）
- 日和佐 - JR四国牟岐線日和佐駅（徳島県）
- やす - 土佐くろしお鉄道阿佐線（ごめん・なはり線）夜須駅（高知県）
- うれしの まるく - JR九州西九州新幹線嬉野温泉駅（佐賀県[49][50]、全国で4番目の新幹線駅前にある道の駅）
- 阿蘇 - JR九州豊肥本線阿蘇駅（熊本県）

#### みなとオアシスと重複
港湾・海浜関連の交流施設であるみなとオアシスと重複登録された施設がある。これらには道の駅とみなとオアシスの両方のマークが掲げられている。
- わっかない（北海道）
- みたら室蘭（北海道） - みなとオアシスとしての名称は「みなとオアシス室蘭」
- オホーツク紋別（北海道） - みなとオアシスとしての名称は「みなとオアシスもんべつ」
- 流氷街道網走（北海道） - みなとオアシスとしての名称は「みなとオアシス網走」
- あきた港（秋田県）
- おが（秋田県）
- みやこ（岩手県）
- 能登食祭市場（石川県）
- うみんぴあ大飯（福井県）
- あいおい白龍城（兵庫県） - みなとオアシスとしての名称は「みなとオアシスあいおい」
- 潮彩市場防府（山口県） - みなとオアシスとしての名称は「みなとオアシス三田尻」
- 大坂城残石記念公園（香川県）
- 恋人の聖地 うたづ臨海公園（香川県） - みなとオアシスとしての名称は「みなとオアシスうたづウミホタル」
- うわじま きさいや広場（愛媛県）
- 伯方S・Cパーク（愛媛県）
- 八幡浜みなっと（愛媛県）
- なかとさ（高知県）
- うしぶか海彩館（熊本県） - みなとオアシスとしての名称は「みなとオアシス天草牛深」。海の駅とも重複

#### 海の駅と重複
船舶係留施設である海の駅と重複登録された施設がある。自動車・船舶どちらでも利用することができる。
- 伊東マリンタウン（静岡県） - 海の駅としての名称は「いとう海の駅」
- うみんぴあ大飯（福井県）
- あいおい白龍城（兵庫県）
- 小豆島ふるさと村（香川県） - 海の駅としての名称は「しょうどしま・ふるさと村海の駅」

#### 空港併設
- 大館能代空港（秋田県） - 大館能代空港内に併設。
- のと里山空港（石川県） - 能登空港内に併設。

#### その他
- 遠軽 森のオホーツク（北海道） - 遠軽ロックバレースキー場に併設する北海道初のスキー場に面した道の駅。同じ建物内にスキー場ロッジが併設されている。
- ステラ★ほんべつ（北海道） - 廃線となった北海道ちほく高原鉄道ふるさと銀河線旧本別駅を道の駅として改修。
- アグリパークゆめすぎと（埼玉県） - まちの駅と道の駅の重複登録。
- 保田小学校（千葉県） - 2014年に閉校した保田小学校を道の駅として改修。
- 水の郷さわら（千葉県） - 利根川の堤防上に設置され、道の駅だけでなく、モーターボートなどが横付けできる「川の駅」をも兼ねる。
- 輪島（石川県） - のと鉄道七尾線・旧輪島駅を道の駅として改修。
- 伊豆ゲートウェイ函南（静岡県） - 川の駅と隣接。川の駅駐車場を伊豆縦貫道沼津方面の道の駅駐車場と案内している。
- 伊良湖クリスタルポルト（愛知県） - フェリーターミナルを併設。
- モンデウス飛騨位山（岐阜県） - スキー場を道の駅として改修。
- 瑞穂（島根県） - JRバス中国川本線田所駅（自動車駅）を道の駅として改修。
- 小国（熊本県） - 旧国鉄宮原線肥後小国駅跡のバスターミナルを道の駅として改修。
- 日向（宮崎県） - 総合レクリエーション施設「日向サンパーク」内に設置され、物産館として運営。

#### 臨時期間限定
道路開通記念、あるいは道の日の記念行事として、1日限定の道の駅が設けられた事例がある。
- 道の駅まほろば道の駅ランド（奈良県橿原市） - 2003年（平成15年）11月24日、国道165号大和高田バイパス延長開通記念として大和高田バイパス高架上に開設[51]。
- 道の駅品川宿（東京都港区） - 2005年（平成17年）8月6日、道の日記念行事の一環として品川インターシティセントラルガーデンに開設[52]。
- 道の駅六本木（東京都港区） - 2007年（平成19年）8月4日、道の日記念行事の一環として六本木ヒルズ前に開設[52]。
- 一日道の駅なら中町 (奈良県奈良市) - 2011年（平成23年）11月5日・6日、第二阪奈道路中町IC近く[53]。その後、恒久的な道の駅である道の駅クロスウェイなかまちが2024年（令和6年）11月30日に開業した[注釈 8][54][55][56]。

## 観光

### スタンプラリー

#### 実施状況
地域内の各道の駅に設置してあるスタンプを収集するスタンプラリーが地域別に各地で実施されている。
北海道
北海道内にある道の駅に設置されたスタンプを、専用のスタンプ帳に収集する。スタンプ帳は、2004年までは無料、2005年からは100円、2011年からは150円、2015年からは200円、2021年からは300円で購入する必要がある。
2021年度は129駅中127駅で全駅制覇となる（1駅は休館中・1駅は今年度新規登録のため）。
毎年スタンプラリーを実施。収集したスタンプ数に応じて道の駅特産品などが抽選で当たる。応募期間は2011年度より変更となり、4月中旬から翌年3月21日までで、通年開催となった。抽選は5月上旬に行う。
また、約2年間の期間内に全駅収集すると全駅完全制覇認定証と全駅完全制覇ステッカーがもらえる。かつては全駅制覇の期間は約1年間だったが、道の駅数の増加により現在の期間になった。
道の駅は広い北海道内全域に散在し、ルートを正確に計画しないと膨大な距離を往来する事になる。スタンプの押印は2003年までは道の駅の開館時間外も可能であったが、2004年以降は開館時間内のみとなった。なお、北海道で24時間スタンプが押せる駅は129駅中わずか14駅である。2013年度からは営業時間外に押印できない場合の救済措置として、ラリー参加者本人・ラリー帳・道の駅の看板等が入った写真を撮影して、ラリー帳に貼付することで、5駅までカウントできるようになった。
東北地方
青森県、秋田県、山形県、岩手県、宮城県、福島県の道の駅に設置されているスタンプを、専用スタンプ帳に収集する。スタンプ帳は1999年から2003年まで無料、2004年から100円、2010年は200円。駅員にスタンプ数を確認してもらい、個数、または完走したエリアに応じて東北道の駅共通商品券が当たる懸賞に応募できる。2004年までスタンプの数で対応。2005年度から、完走賞のほか太平洋側には「朝日ライン」（岩手県、宮城県、福島県）、日本海側には「夕日ライン」（青森県、秋田県、山形県）の完走賞も設けられた。期間は1年のうち、概ね4月から12月初旬まで。これは冬季に青森県の一部の駅が閉鎖されるためである。また、こちらでも、2022年度からは営業時間外に押印できない場合の救済措置として、ラリー参加者本人・ラリー帳・道の駅の看板等が入った写真を撮影して、ラリー帳に貼付することで、5駅までカウントできるようになった。完全走破した参加者には、「完全走破賞」の賞状とシールが全員に渡される。しかし2011年は東日本大震災の影響により、スタンプラリー開始時点で再開していない道の駅があるため、完走賞を設定せず、スタンプ数に合わせた各賞は名称と内容を変更。また、完走証明書の代わりに「感謝状」を作成し、復興支援大賞には感謝状とステッカーを、復興支援賞には感謝状を進呈する。
関東地方
1都6県・山梨県、および長野県の木曽地域・上伊那地域・南信州地域を除く関東地方整備局管内の各地に設置されている道の駅（2021年度は180駅が対象）に設置のスタンプを、専用スタンプブックに収集する。2021年度は「スタンプブック」「オリジナル全体マップ」セットで400円（2019年も同額）。スタンプブックは実施開始年の4月下旬ごろ（2021年度は期限が2年間のため）に発売される。スタンプラリーコース（15駅,30駅または50駅コース）、完全制覇コース（短期集中コース）ともに、期間内に条件を達成することで道の駅ギフト券や道の駅特産品が当たる抽選に応募できる。
完全制覇コース（短期集中コースまたはゆったりコース）については応募者全員に、完全制覇認定証とステッカーが発行される。なお、ステッカーのデザインについては短期集中コースとゆったりコースで異なる。
開催期間は毎年おおむね4月下旬から10～12月ごろ（2006年度は115駅が対象）であったが、年を経るにつれて対象駅数が増加し、完全制覇が難易度が上がったこともあり、開催期間も延長されている。2021年度は開催期間を2年間とした上で1年コースと2年コースを同時に開催し、各年で応募締切と抽選を行う。
2006年度以前は未供用以外の理由による不参加の道の駅が存在した。2007年度以降は原則、開業しているすべての道の駅が参加している（年によっては長期工事のため不参加の道の駅が存在する）。スタンプ押印は原則、道の駅の営業時間内しかできないが、スタンプを24時間押せるようにしている道の駅も存在する。営業日時は「スタンプブック」に記載されている。なお、時間前に閉まる場合もある。
中部地方
岐阜県、静岡県、愛知県、三重県および長野県の中部地方整備局管内である木曽・上伊那・南信州地域に設置されている道の駅から、12駅制覇もしくは全駅制覇を選択し収集する。12駅制覇では、専用の応募はがきにスタンプを押印し、応募する。応募はがきは無料で、2011年度は8月から配付。賞品は抽選で、2011年度の場合、期限は11月末まで。全駅制覇の場合は、中部「道の駅」スタンプブックを300円で購入し、それに収集する。期限はなく、制覇すれば応募者全員に認定証と記念品が送付される。
北陸地方
スタンプラリー2020は、開催期間は2020年4月1日 - 2022年3月30日で新潟県・富山県・石川県の各県にある道の駅（2020年度は80駅が対象）に設置されたスタンプを、専用スタンプブックに収集する。2020年度は「スタンプブック」「ロードマップ」セットで300円。道の駅によっては割引クーポンが添付されており、「スタンプブック」を提示で特定の商品が割引になる。
スタンプラリーコースは、20駅以上集めることで道の駅特産品が当たる抽選に、もしくは50駅以上集めることで3県に所在する企業等から提供される賞品が当たる抽選に応募できる。また、上記の割引クーポンを10か所以上使用することでクーポン賞にも応募できる。抽選は各開催期間終了後の1回のみであり、現在は2年に1回実施される。
全駅制覇した場合には、申込者全員に、完走認定証とステッカーが発行される。
「東西に長く、半年で全ての駅を回るのは困難」という声により、2006年度から開催期間が1年半になっている。加えて、年を経るにつれて対象駅数の増加もあり、2014年度以降は開催期間が2年間になっている。
近畿地方
「道の駅」で販売しているスタンプ帳にスタンプを押していく。全駅制覇し応募すると3,000円相当の、半数以上の駅を回り応募すると1,000円相当の道の駅特産品が抽選で当たる。３年一括りで実中施（現在2019～2021年度の最終年）。年度毎の終わり（3月31日）で全駅制覇の完走者賞、半数駅以上制覇の応募者賞の締切を設けて毎年抽選を実施。完走認定証及びステッカーに関しては締切は無く、いつでも応募可能である。
中国地方
期間は無期限で新しいスタンプ帳が出てもそのまま使える。400円で中国地方の道の駅で買える。救済措置として、事前予告なしの営業時間変更や休館していた場合のみ、自身とスタンプブックを入れて、どこの道の駅かわかるように道の駅の案内板やプレートと一緒に写真撮影し、その写真を該当する道の駅のスタンプを該当ページに貼る。ただし救済措置の適応は3駅まで。
四国地方
スタンプラリー2013～2014は、7月20日より翌年の7月19日が開催期間で上期と下期がある、スタンプブックは事務局ウェブサイトよりダウンロードする。努力賞はスタンプ15個以上、駅長賞はスタンプ30個以上、敢闘賞はスタンプ50個以上となっている。完全走破をすれば、「完全走破認定証」と「完全走破ステッカー」がもらえる。
2015年7月20日より、スタンプラリー2015～2016が開催されている。2017年7月19日までを期間とし、2016年7月19日までを上期、2016年7月20日以降を下期としている。努力賞、駅長賞、敢闘賞の基準は上述の、以前開催された「スタンプラリー2013～2014」と同様。スタンプブックは前回と同様、事務局ウェブサイトよりダウンロードするか、あるいは道の駅で無償頒布される。完全走破に関しては、上記2期を対象とした「期間限定コース」と、それを過ぎても応募が可能な「ゆったりコース」が存在する。「完全走破認定証」は、どちらのコースでももらえるが「完全走破ステッカー」は期間限定コースでの走破を行わねばもらうことが出来ない。また「スタンプラリー2015～2016」開催期間中に新設された道の駅（道の駅よって西土佐、2016年4月1日に開駅）に関しては努力賞・駅長賞・敢闘賞における参加駅としてのカウントには含まれる（スタンプブックに新規開設駅に対応するための専用枠を設定してあるページが存在する）が、完全走破コースのカウントには含まれず、途中開設新駅を完全走破に含めるか否かに関しては参加者個々の判断に委ねられている。
スタンプラリー2019・2020は2019年4月27日～2021年6月30日までの開催だが、新型コロナウイルス感染拡大の影響で2年延長され2023年6月30日まで開催。2019年3月時点で登録済みの87駅が完全走破賞の対象。スタンプブックは200円(税込)で販売。
九州地方・沖縄県
スタンプラリー2014は、チャレンジシートに道の駅のスタンプを5個押し、道の駅の買い物レシート1枚（150円以上）を貼り付けて道の駅の投函箱に入れる。

#### 道の駅全国制覇
全国「道の駅」連絡会では、全国9地区の道の駅スタンプラリーを全て制覇して認定証を獲得した参加者を表彰し、記念品を授与している。平成29年度は44名が表彰された。

### 道の駅カード
道の駅カードは、全国「道の駅」連絡会が発行する全国統一様式のカード。2016年から展開されている。カードには道の駅の基本情報やおすすめポイントなどが紹介されている。

### 道の駅記念きっぷ
道の駅記念きっぷは、札幌市西区に所在する株式会社アプトが展開・発行している記念きっぷ。

## 宿泊

### 宿泊施設の併設・隣接
ホテルやキャンプ場を併設する道の駅または、道の駅に隣接させたホテルもあり、設置者が整備した公共の宿泊施設の他、積水ハウス/マリオット・インターナショナルのフェアフィールド・バイ・マリオット(Trip Base 道の駅)のように連携した道の駅に隣接したホテルを全国各地で展開する企業も現れている。

### 車中泊とマナー問題
2010年以降、自動車旅行に車中泊を選択する者が年々増えており、車中泊利用者が停泊場所として道の駅を選択した結果、一部の「道の駅」駐車場で収容量が限界に達したほか、特定の車中泊利用者によるマナー違反に起因するトラブルが顕在化し、各「道の駅」がその対応に苦慮している。
「道の駅」駐車場で車中泊ができるかについては、国土交通省では道路局のウェブサイト「道の相談室」にて「『道の駅』は休憩施設であるため、駐車場など公共空間で宿泊目的の利用はご遠慮いただいています。もちろん、『道の駅』は、ドライバーなど皆さんが交通事故防止のため24時間無料で利用できる休憩施設であるので、施設で仮眠していただくことはかまいません。」との見解を示している。
このような「車中泊」の文言を避けた微妙な見解を踏まえ、「車中泊を推奨しない」と明言していた道の駅がある 一方で、「駐車場における休息は、必要最低限にとどめ連泊・長期滞在を行わないでください」と『車中泊』の表現を用いないで注意事項を記載した道の駅がある など、その対応が分かれており、いずれの場合も車中泊に関してOKかNGかを明確にはしておらず、ケースバイケースで対応している状況にある。
また、マナー問題を受けて、車中泊利用者に向けた新たな対応策も行われるようになってきている。例えば、レクリエーショナル・ビークル（RV）関連企業の業界団体である日本RV協会においては、「公共駐車場でのマナー厳守10カ条」を定め、車中泊利用者のマナーの向上を呼びかけているほか、利用者が快適に過ごしてもらうために「道の駅」駐車場に併設した車中泊専用の有料駐車エリアを設置する活動も行っている。

## 日本国外の道の駅
日本政府は途上国支援の一環として、道の駅の普及を支援している。1990年代後半に国際協力銀行（JBIC）がタイで整備を手掛けた。その後は国際協力機構（JICA）が引き継ぎ、アルメニアやインドネシア、ベトナムなどで開設された。最近では中南米諸国などから道の駅運営ノウハウを学ぶ研修者を受け入れている。
道の駅が途上国の地方振興にもたらす効果に注目した世界銀行は、「MICHINOEKI（Roadside Station）」設置の手引書を2004年7月に作成した。日本の道の駅同様の機能のほか、防災機能も兼備、病院も併設。中国安徽省宏村鎮では竹細工などの加工施設も設置して観光型の経営が成立するか調査。タイでは日本同様に一村一品運動も行っている。